# 유자와 요스케
유자와 요스케(일본어: 湯澤 洋介, 1990년 10월 16일 ~ )는 일본의 축구 선수이다.

## 구단 경력
그는 2013년부터 2022년까지 J리그의 도치기 SC, 미토 홀리호크, 교토 상가 FC, 사간 도스에서 활동하였다.